# Amt Reinhardsbrunn
Das Amt Reinhardsbrunn war eine territoriale Verwaltungseinheit der Ernestinischen Herzogtümer. Ab 1640 gehörte es zum Herzogtum Sachsen-Gotha, ab 1672 zum Herzogtum Sachsen-Gotha-Altenburg. Es wurde 1748 mit dem Amt Tenneberg vereinigt, hatte aber weiterhin eigene Unterbeamte. Seit 1826 gehörte das Amt zum Herzogtum Sachsen-Coburg und Gotha.
Bis zur Verwaltungs- und Gebietsreform des Herzogtums Sachsen-Coburg und Gotha im Jahr 1858 und der damit verbundenen Auflösung bildete es als Amt den räumlichen Bezugspunkt für die Einforderung landesherrlicher Abgaben und Frondienste, für Polizei, Rechtsprechung und Heeresfolge.

## Geographische Lage
Das Amt Reinhardsbrunn lag am Nordrand des Thüringer Waldes. Zum Amt gehörten der Friedrichrodaer und Finsterberger Forst. Der Forst auf dem Kamm des Gebirges hinter dem Rennsteig gehörte bereits zum benachbarten Amt Tenneberg. Im Amtsgebiet befanden sich die Oberläufe der Hörsel (hier Leina genannt) und der Laucha.
Das Amtsgebiet liegt heute im Zentrum des Freistaats Thüringen und gehört zum Landkreis Gotha.

## Angrenzende Verwaltungseinheiten
Seit der Gründung des Herzogtums Sachsen-Gotha-Altenburg im Jahr 1672 grenzte das Amt Reinhardsbrunn an folgende Gebiete:
- Norden: Gospiteroda (Besitz der Reichsgrafen von Hohenlohe, Herzogtum Sachsen-Gotha)
- Nordosten: Grafschaft Obergleichen (Herzogtum Sachsen-Gotha)
- Osten und Süden: Amt Georgenthal (Herzogtum Sachsen-Gotha)
- Westen und Südwesten: Amt Tenneberg (Herzogtum Sachsen-Gotha)

## Geschichte

### Ludowinger und Burg Schauenburg
Der Thüringer Landgraf Ludwig der Bärtige, Stammvater der Ludowinger, erhielt um 1040 ein Lehen am Rande des Altsiedellandes bei Gotha nördlich des Thüringer Waldes, welches „Loibe“ genannt wurde. In einer Urkunde, die der Kaiser Heinrich III., Sohn und Nachfolger Konrad II., am 28. August 1044 in Bamberg ausstellten, wurden ihm nicht nur Kauf und Schenkungen aufs Neue bestätigt, sondern er erhielt auch die Erlaubnis zum Bau einer Burg. So entstand im Mittelpunkt seiner Besitzungen, auf dem Wolfsstieg bei Friedrichroda, die Schauenburg. Diese lag in der Nähe zweier hochmittelalterlicher Passstraßen über den Thüringer Wald, welche „Burgweg“ und „Roter Weg“ genannt wurden. Sie trafen drei Kilometer südlich der Burg auf den Rennsteig. Mit dem Bau der Schauenburg durch Ludwig dem Bärtigen um 1044 kam es in der Umgegend der Burg zu einigen Ortsgründungen, darunter auch Friedrichroda. 
Graf Ludwig der Bärtige konnte seinen Besitz und Einfluss in Thüringen rasch ausdehnen. Bei seinem Tod im Jahre 1055 war die Schauenburg bereits an den Rand der Herrschaft gerückt. Unter Ludwigs Sohn, genannt „Ludwig der Springer“, wurde um 1080 die neu erbaute Wartburg bei Eisenach Stammburg der Ludowinger. Durch den Bau der Wartburg und der Burg Tenneberg bei Waltershausen sank die Bedeutung der Schauenburg. 1085 stifteten Ludwig der Springer und seine Frau das Kloster Reinhardsbrunn als Hauskloster der Thüringer Landgrafen, wodurch die Schauenburg zu deren Schutzburg bestimmt wurde.

### Kloster Reinhardsbrunn
Das Kloster Reinhardsbrunn gewann schnell an Bedeutung und Besitz. Im Jahr 1114 verkauften die Söhne von Graf Ludwig dem Springer die Burg Schauenburg und die in deren Bezirk liegenden Orte Altenbergen, Reinhardsbrunn, Ernstroda, Finsterbergen, Engelsbach, Friedrichroda und Rödichen an das Kloster.
Nach dem Aussterben der Ludowinger wurden im Verlauf des Thüringer Erbfolgekrieges (1247–1264) die Wettiner neue Landgrafen von Thüringen. Im Verlauf des Krieges wurde die Schauenburg im Jahre 1260 zerstört, wodurch die Burg Tenneberg die Schutzfunktion des Klosters übernahm. Als Schutzvögte des Klosters wurden die benachbarten Grafen von Henneberg bestimmt, sie ersetzen die bisherigen Vögte, Ritter aus dem Landadel, die sich bisher „Ritter von Schauenburg“ nennen durften. Der wettinische Landgraf von Thüringen, Albrecht der Jüngere, bestätigte 1295 dem Kloster den Besitz aller seiner Dörfer, dies waren Friedrichroda, Altenbergen, Cumbach, Ernstroda, Finsterbergen, Leina, Rödichen, Steinfürst und Wipperoda. Albrechts Bruder, der Markgraf Dietrich von Landsberg, bestätigte 1306 dem Kloster die Gerichtsbarkeit über diese Dörfer und die Güter Espenfeld, Aue, Engelsbach, Bossenrode und Schnepfenthal. Die Orte Cabarz und Tabarz gelangten im Jahr 1400 in den Besitz des Klosters. Die Wettiner als weltliche Landesherren und Schutzvögte des Reinhardsbrunner Klosters teilten das Leina später dem Amt Tenneberg zu.
Nach der Leipziger Teilung der wettinischen Besitzungen im Jahr 1485 kam das Gebiet des Klosters Reinhardsbrunn als Teil der Landgrafschaft Thüringen zum Kurfürstentum Sachsen der Ernestiner. Zur Zeit der Reformation war das Kloster bereits in seiner Bedeutung gesunken. In der Folge des Bauernkriegs wurde das Kloster im Jahr 1525 geplündert und zerstört. Die Mönche flohen nach Gotha, der Klosterbesitz wurde säkularisiert und dem Kurfürsten von Sachsen verkauft.

### Ernestinische Herzogtümer
Nach der Einziehung der Reinhardsbrunner Klostergüter wurden diese einem landesherrlichen Verwalter unterstellt. Später wurde das landesherrliche „Amt Reinhardsbrunn“ durch einen Schösser bzw. Amtmann verwaltet. Während der folgenden Jahrzehnte verfielen die Klostergebäude. Durch die Folge des Schmalkaldischen Krieges verloren die Ernestiner 1547 die Kurwürde, wodurch ihre Besitzungen im Herzogtum Sachsen vereinigt wurden. Bei der Erfurter Teilung des Herzogtums Sachsen 1572 wurde das Amt Reinhardsbrunn dem Herzogtum Sachsen-Weimar zugeteilt.
Herzog Friedrich Wilhelm I. von Weimar baute im Jahre 1601 auf dem verfallenen Klostergelände ein Amtshaus. Sein Bruder Johann plante den Wiederaufbau von Reinhardsbrunn, welcher erst nach seinem Tod fertiggestellt wurde.
Bei der Ernestinischen Teilung 1640 kam das Amt Reinhardsbrunn zum neu gegründeten Herzogtum Sachsen-Gotha, welches 1672 zum Herzogtum Sachsen-Gotha-Altenburg erweitert wurde. Durch den „Gothaer Hauptrezess“ wurde das Herzogtum Sachsen-Gotha-Altenburg im Jahr 1680 erneut geteilt, wobei das Amt bei dem stark verkleinerten Herzogtum Sachsen-Gotha-Altenburg blieb. Als der Reinhardsbrunner Amtmann Wilhelm Heinrich Schultes im Jahr 1748 das Amt Themar übernahm, wurde das Amt Reinhardsbrunn dem Amtmann des Amts Tenneberg unterstellt. Es hatte aber weiterhin eigene Unterbeamte. Das Reinhardsbrunner Amtshaus war seitdem ungenutzt.
Nach dem Aussterben der Linie Sachsen-Gotha-Altenburg kam es mit dem Teilungsvertrag zu Hildburghausen vom 12. November 1826 zur umfassenden Neugliederung der Ernestinischen Herzogtümer. Dabei kam das Amt Tenneberg mit Reinhardsbrunn mit dem Landesteil Sachsen-Gotha zum Herzogtum Sachsen-Coburg und Gotha, dessen beide Landesteile fortan in Personalunion regiert wurden. Unter Herzog Ernst I. von Coburg und Gotha entstand aus dem Schloss Reinhardsbrunn in den Jahren 1826/1827 ein Lustschloss. 
Bei der im Jahr 1830 erfolgten Trennung von Verwaltung und Justiz wurde der Sitz des neuen „Justizamts Tenneberg“ vom Schloss Tenneberg nach Reinhardsbrunn verlegt. Bereits 1848 kam er wieder nach Tenneberg. Das Herzogtum Sachsen-Coburg und Gotha wurde 1858 in selbständige Städte und Landratsämter gegliedert. Dabei wurde das Amt Tenneberg mit Reinhardsbrunn in das Landratsamt Waltershausen integriert, die Verwaltungsaufgaben des Justizamts Tenneberg kamen 1879 an das Amtsgericht Tenneberg in Waltershausen.

## Zugehörige Orte
Stadt
- Friedrichroda

Amtsdörfer
| - Altenbergen - Cabarz - Cumbach - Engelsbach - Ernstroda | - Finsterbergen - Großtabarz - Rödichen - Wipperoda |

Höfe und Güter
- Gut Espenfeld, später Schnepfenthal
- Mönchenau oder Aue bei Ernstroda

Kloster und Burgen
- Kloster Reinhardsbrunn, 1601 als Amtshaus, 1827 als Schloss neu gebaut
- Schauenburg bei Friedrichroda (1260 zerstört)
- Burg Torstein, Stolzenburg und Leuchtenburg; abgegangene Burgen bei Tabarz

Wüstungen
- Bossenrode
- Steinfürst

## Amtmänner
- Hans von Höningen (1525–1529) (Verwalter)
- zwei bürgerliche Vorsteher
- Felix von Brandenstein (Verwalter)
- Melchior von Wechmar (Verwalter)
- Christoph Goldacker (1544–1548) (Verwalter)
- Georg Rentzschen (1548–1556) (Schösser), Asmus von Gleichen (Gegenschreiber)
- Schösser (bis ins 17. Jahrhundert)
- Amtleute (18. Jahrhundert)
- Wilhelm Heinrich Schultes (bis 1748; letzter Amtmann von Reinhardsbrunn)
- D. Wilhelm Gottlieb Jacobs (ab 1748; Amtmann von Tenneberg)
- Carl Christian Friedrich Langheld (1799–1823)